# 宇佐美誠次郎
宇佐美 誠次郎（うさみ　せいじろう、1915年1月21日 - 1997年4月25日）は、日本のマルクス経済学者。法政大学名誉教授。

## 略歴
東京出身。1937年東京帝国大学経済学部卒。東方文化学院東京研究所員、日本銀行調査局嘱託、1948年法政大学教授。のち同大原社会問題研究所長。1960年「臨時軍事費」で法政大学より経済学博士の学位を取得。85年定年退任、名誉教授。日本ドイツ民主共和国友好協会理事長。「日本資本主義講座」(岩波書店)の中心的編集者だった。ほかに国家財政などを研究。

## 著書
- 『日本の独占資本 その解体と再編成』新評論社 1953
- 『宇佐美誠次郎小論集』宇佐美誠次郎小論集刊行会 1976
- 『学問の五〇年 経済学エッセイ集』新日本出版社 1985
- 『財政学』青木書店 1986

### 共編著・監修
- 『国家独占資本主義論 日本経済の現段階分析』井上晴丸共著 潮流社 1950
- 『危機における日本資本主義の構造』井上晴丸共著 岩波書店 1951
- 『経済学講座 第2巻 現代資本主義の経済と政治 第1』長洲一二共編　大月書店 1954
- 『現代財政論』谷山治雄共編 大月書店 1955
- 『マルクス経済学体系』全4巻 宇高基輔,島恭彦共編 有斐閣 1963
- 『マルクス主義経済学講座』見田石介,横山正彦共監修 新日本出版社 1971
- 『いま「税制改革」を考える』谷山治雄、鷲見友好、佐藤昌一郎、安藤実、中村義勝共著 青木書店 1987

### 翻訳
- カール・ウィットフォーゲル『支那社会の科学的研究』平野義太郎共訳 岩波新書 1939
- エドガア・スノウ『中国の赤い星 上』杉本俊朗共訳 永美書房 1946
  - エドガー・スノウ『中国の赤い星』筑摩書房 1952 新版1962、筑摩叢書 1964
- ユルゲン・クチンスキー『戦後西ドイツの政治と経済』良知力・池田優三共訳 未来社 1959
- フリードリヒ・エンゲルス『「資本論」綱要 他九篇 新訳版』宇高基輔共訳 大月書店 国民文庫 1967
- ルドルフ・ヘルボルン『西ドイツの独占資本 西欧市場への進出』監訳 法政大学出版局 1968
- ユルゲン・クチンスキー『国家・経済・文学 マルクス主義の原理と新しい論点』法政大学出版局 りぶらりあ選書 1971
- テーケイ・フェレンツ『社会構成体論』羽仁協子共訳 未来社 1977

## 論文
- Cinii